# Эфиопия на летних Олимпийских играх 2004
На Летние Олимпийские игры в Афины Олимпийский комитет Эфиопии отправил 24 спортсмена-легкоатлета, а также 2 спортсменов, которые выступали в соревнованиях по боксу.

## 01!Золото
- Кенениса Бекеле — Лёгкая атлетика, мужчины. Бег, 10000 м.
- Месерет Дефар — Лёгкая атлетика, женщины. Бег, 5000 м.

## 02!Серебро
- Силеши Сихине — Легкая атлетика, мужчины. Бег, 10000 м.
- Кенениса Бекеле — Легкая атлетика, мужчины. Бег, 5000 м.
- Эджегайеху Дибаба — Легкая атлетика, женщины. Бег, 10000 м.

## 03!Бронза
- Тирунеш Дибаба — лёгкая атлетика.
- Дерарту Тулу — лёгкая атлетика.

### Бокс
Спортсменов — 2
На турнир квалифицировались два боксёра. Эндалкачев Кебеде дошёл до финала Всеафриканских игр 2003 в весовой категории до 48 кг. Абель Афералигн проиграл в финале второго африканского квалификационного турнира в Габороне марокканцу Хамиду Аит Биграду, но получил путёвку в весовой категории до 54 кг.
| Соревнование | Спортсмены        | Первый раунд                     | Второй раунд               | Четвертьфинал        | Полуфинал            | Финал                |
| Соревнование | Спортсмены        | Соперник Результат               | Соперник Результат         | Соперник Результат   | Соперник Результат   | Соперник Результат   |
| ------------ | ----------------- | -------------------------------- | -------------------------- | -------------------- | -------------------- | -------------------- |
| до 48 кг     | Эндалкачев Кебеде | Тосиюки Игараси (JPN) поб. 26:21 | Цзоу Шимин (CHN) пор. 8:31 | Завершил выступление | Завершил выступление | Завершил выступление |
| до 54 кг     | Абель Афералигн   | Детелин Далаклиев (BUL) пор.     | Завершил выступление       | Завершил выступление | Завершил выступление | Завершил выступление |

### Лёгкая атлетика
Спортсменов — 24
Мужчины
| Дисциплина  | Спортсмен           | Предварительный раунд | Предварительный раунд | Четвертьфиналы | Четвертьфиналы | Полуфиналы | Полуфиналы | Финал                | Финал                |
| Дисциплина  | Спортсмен           | Результат             | Место                 | Результат      | Место          | Результат  | Место      | Результат            | Место                |
| ----------- | ------------------- | --------------------- | --------------------- | -------------- | -------------- | ---------- | ---------- | -------------------- | -------------------- |
| 800 м       | Берхану Алему       | 1:46.26               | 2                     |                |                | 1:47.40    | 6          | Завершил выступление | Завершил выступление |
| 1500 м      | Мулугета Вендиму    | 3:39.96               | 5                     |                |                | 3:41.14    | 4          | 3:38.33              | 10                   |
| 5000 м      | Кенениса Бекеле     | 13:21.16              | 1                     |                |                |            |            | 13:14.59             |                      |
| 5000 м      | Гебре Гебремариам   | 13:21.20              | 2                     |                |                |            |            | 13:15.35             | 4                    |
| 5000 м      | Деджен Берхану      | 13:19.42              | 3                     |                |                |            |            | 13:16.92             | 5                    |
| 10000 м     | Кенениса Бекеле     |                       |                       |                |                |            |            | 27:05.10             |                      |
| 10000 м     | Силеши Сихине       |                       |                       |                |                |            |            | 27:09.39             |                      |
| 10000 м     | Хайле Гебреселассие |                       |                       |                |                |            |            | 27:27.70             | 5                    |
| марафон     | Амбессе Толоса      |                       |                       |                |                |            |            | 2:15:39              | 15                   |
| марафон     | Тефери Водайо       |                       |                       |                |                |            |            | 2:21:53              | 46                   |
| марафон     | Хайлу Негусси       |                       |                       |                |                |            |            | Не финишировал       | Не финишировал       |
| 3 000 м с/п | Теводрос Шиферав    | 8:33.15               | 10                    |                |                |            |            | Завершил выступление | Завершил выступление |
| 3 000 м с/п | Лулесегед Вале      | 8:50.73               | 12                    |                |                |            |            | Завершил выступление | Завершил выступление |

Женщины
| Дисциплина | Спортсмен         | Предварительный раунд | Предварительный раунд | Четвертьфиналы | Четвертьфиналы | Полуфиналы            | Полуфиналы            | Финал                 | Финал                 |
| Дисциплина | Спортсмен         | Результат             | Место                 | Результат      | Место          | Результат             | Место                 | Результат             | Место                 |
| ---------- | ----------------- | --------------------- | --------------------- | -------------- | -------------- | --------------------- | --------------------- | --------------------- | --------------------- |
| 1 500 м    | Кутре Дулеча      | 4:06.95               | 5                     |                |                | 4:07.63               | 8                     | Завершила выступление | Завершила выступление |
| 1 500 м    | Мескерем Легессе  | 4:18.03               | 12                    |                |                | Завершила выступление | Завершила выступление | Завершила выступление | Завершила выступление |
| 1 500 м    | Местават Тадессе  | 4:11.78               | 12                    |                |                | Завершила выступление | Завершила выступление | Завершила выступление | Завершила выступление |
| 5 000 м    | Месерет Дефар     | 14:52.39              | 1                     |                |                |                       |                       | 14:45.65              |                       |
| 5 000 м    | Тирунеш Дибаба    | 15:00.66              | 1                     |                |                |                       |                       | 14:51.83              |                       |
| 5 000 м    | Сентайеху Эджигу  | 15:01.31              | 2                     |                |                |                       |                       | 15:09.55              | 10                    |
| 10 000 м   | Эджегайеху Дибаба |                       |                       |                |                |                       |                       | 30:24.98              |                       |
| 10 000 м   | Дерарту Тулу      |                       |                       |                |                |                       |                       | 30:26.42              |                       |
| 10 000 м   | Веркнеш Кидане    |                       |                       |                |                |                       |                       | 30:28.30              | 4                     |
| марафон    | Элфенеш Алему     |                       |                       |                |                |                       |                       | 2:28:15               | 4                     |
| марафон    | Аша Гиги          |                       |                       |                |                |                       |                       | Не финишировала       | Не финишировала       |
| марафон    | Воркенеш Тола     |                       |                       |                |                |                       |                       | Не финишировала       | Не финишировала       |